# 1790er
Portal Geschichte | Portal Biografien | Aktuelle Ereignisse | Jahreskalender | Tagesartikel

◄ |
17. Jh. |
18. Jahrhundert
| 19. Jh. | ►

◄ |
1760er |
1770er |
1780er |
1790er
| 1800er | 1810er | 1820er | ►

1790 |
1791 |
1792 |
1793 |
1794 |
1795 |
1796 |
1797 |
1798 |
1799

## Ereignisse
- Bis 1799: Französische Revolution.
- Die Baumwollentkernungsmaschine bringt den Südstaaten in den USA gewaltige Einnahmen.
- Edward Jenner: Pockenschutzimpfung.

## Persönlichkeiten
- Maximilien de Robespierre, französischer Politiker (Französische Revolution)
- Georges Danton, französischer Politiker (Französische Revolution)
- Jean Paul Marat, französischer Politiker (Französische Revolution)
- Marie-Joseph Motier, Marquis de La Fayette, französischer Politiker und General (Französische Revolution)
- Napoleon Bonaparte, französischer General und Staatsmann
- Franz II., Kaiser in Österreich-Ungarn, letzter Kaiser des HRR
- Karl IV., König von Spanien
- Friedrich Wilhelm II., König von Preußen
- Friedrich Wilhelm III., König von Preußen
- Pius VI., Papst
- Katharina II., Zarin in Russland
- Paul I., Zar in Russland
- Georg III., König des Vereinigten Königreiches von Großbritannien und Irland
- William Pitt der Jüngere, Premierminister des Vereinigten Königreiches von Großbritannien und Irland
- William Henry Cavendish-Bentinck, 3. Duke of Portland, Premierminister des Vereinigten Königreiches von Großbritannien und Irland
- George Washington, Präsident in den Vereinigten Staaten
- John Adams, Präsident in den Vereinigten Staaten
- Aga Mohammed Khan, Schah in Persien
- Fath Ali Schah, Schah in Persien
- Kōkaku, Kaiser von Japan
- Qianlong, Kaiser von China
- Jiaqing, Kaiser von China

## Film- und Unterhaltungsbezug
- Der Film Sleepy Hollow (mit Johnny Depp) spielt im Jahr 1799.
- Niklas Natt och Dag: 1793